# Richard Hall Gower
Richard Hall Gower (getauft 26. November 1767 in Chelmsford; † Ende 1833 bei Ipswich) war ein englischer Seemann und Schiffbauingenieur.

## Leben
Richard Hall Gower war der jüngste Sohn des englischen Klerikers und Altertumsforschers Foote Gower und dessen Gattin Elizabeth, geb. Strutt, einer Schwester des im House of Commons sitzenden Politikers John Strutt. Gower wurde zunächst in einem Gymnasium in Ipswich unterrichtet und erhielt 1778 ein Stipendium für den Besuch des Winchester College. Aufgrund seines unruhigen Charakters trat er bereits 1780 in die britische Marine ein und wurde Fähnrich an Bord eines Schiffs der Ostindien-Kompanie. Er arbeitete als Matrose, um den Seedienst praktisch zu lernen. Diese Fahrt dauerte wegen ungünstiger Winde sehr lange  und war auch gefährlich.
Nach der Heimkehr 1783 ging Gower kurzzeitig in Edmonton bei einem Navigationsexperten in die Lehre. Als er glaubte, genug Theorie gelernt zu haben, trat er seine zweite Reise an und wurde als „junger Philosoph“ tituliert. Schon auf der ersten Fahrt war er über die ungenügende Bestimmung der Geschwindigkeit von Schiffen erstaunt und erdachte ein diesem Zweck besser entsprechendes Instrument, worauf ihm ein Patent verliehen wurde. Hierdurch ermuntert, wandte er sich der Verbesserung des Schiffsbaus zu und beschäftigte sich mit der Lösung des schwierigen Problems, die Schnelligkeit eines Schiffs unter Segel auf das Höchste zu steigern, ohne dessen Sicherheit zu gefährden. Er ließ nach seinem Entwurf im Jahr 1800 in Itchenor in Sussex ein erstaunlich schnelles Schiff, den Transit, herstellen, das mit vier Masten versehen war und bei einem äußerst schnellen Gang den Vorteil bot, dass es stets beim Wind segelte. Bei einem Geschwindigkeitsvergleich schlug Gowers Schiff die im Staatsdienst stehende schnelle Sloop Osprey, doch zu seiner Enttäuschung kaufte die Ostindien-Kompanie den Transit nicht. Später erhielt die britische Regierung von Gower die Pläne für ein ähnliches Schiff.
1803 heiratete Gower Elizabeth Emptage (1773–1840), Tochter des Kommodore George Emptage, mit der er zwei Söhne und fünf Töchter hatte. Er hatte bereits ein Handbuch über Seemannskunst verfasst (A Treatise on the Theory and Practice of Seamanship, London 1793; 2. Auflage ebd. 1796; 3. Auflage ebd., 1808), das sich großer Beliebtheit erfreute, wie schon die wiederholten Auflagen beweisen. Es brachte aber dem Verfasser keine Beförderung ein. Auch schrieb Gower zu diesem Werk einen eigenen Supplementband, der eine Beschreibung des Transit enthielt (1807; 2. Auflage 1810). Durch die Männer vom Fach, die ihn hätten ermutigen sollen, wurde er sogar zurückgewiesen, setzte aber dennoch seine Bemühungen fort. So verfasste er die Schrift A Narrative of a Mode pursued by the British Government to effect Improvements in Naval Architecture, London 1811, in der er die Art und Weise, in der die britische Regierung die Schiffbaukunst zu fördern beabsichtigte, einer näheren Erörterung unterzog. Sein wichtigstes Werk sind seine Bemerkungen über die Bedeckung der Kauffahrteischiffe und den Schutz des Handels (Remarks relative to the Danger attendant upon Convoy, with a Proposition for the better Protection of Commerce, London 1811). In dieser Schrift schlug er vor, dass Kreuzer entlang der Küste stationiert werden und miteinander über Signalstationen kommunizieren sollten. Das Werk brachte ihm großes Lob, aber keinen Gewinn ein.
Nach einem verbesserten Entwurf baute Gower 1819 eine dreimastige Yacht für Lord Vernon. Das Verhalten dieses Schiffs im Wasser wurde von Nautikern und Schiffbauingenieuren bewundert, da seine Geschwindigkeit und leichte Manövrierbarkeit hervorstechend waren. Die britische Marine verdankte diesem rührigen Seemann überhaupt viele neue Einrichtungen und Verbesserungen im Bau und der Ausrüstung der Schiffe, die zum Teil erst später gewürdigt wurden. So entwickelte er u. a. ein raffiniertes Schnellboot, das gegen kleine und flinke amerikanische Kreuzer eingesetzt werden sollte. Gower starb Ende 1833 im Alter von 66 Jahren nahe Ipswich, ohne seiner Familie ein Vermögen zu hinterlassen.